# 페기 구겐하임 컬렉션

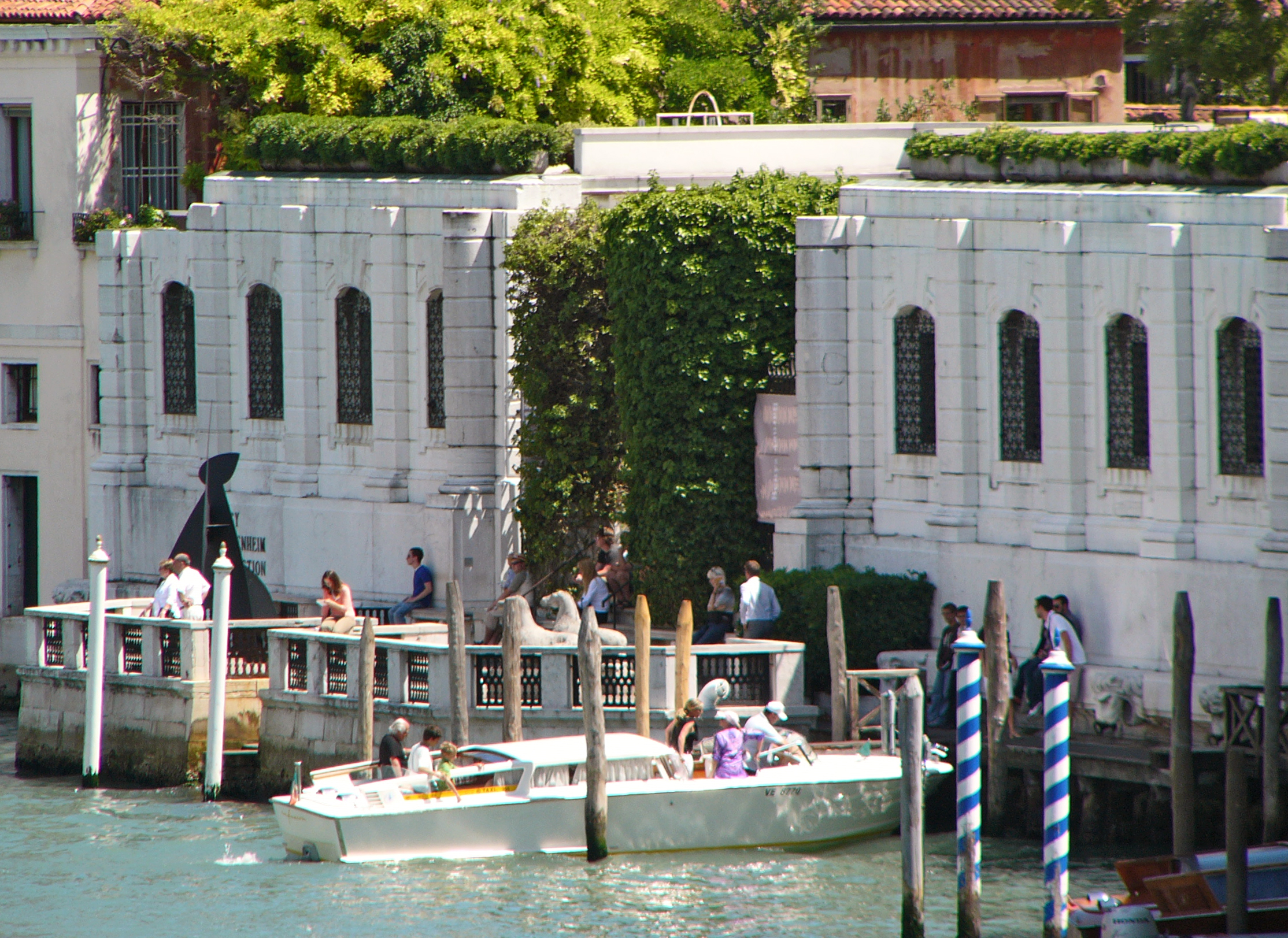
대운하에서 바라본 페기 구겐하임 미술관

페기 구겐하임 컬렉션(Peggy Guggenheim Collection)은 이탈리아 베니스의 카날 그랑데에 따라 위치한 솔로몬 R. 구겐하임 재단의 미술관 중 하나이다. 1976년 페기 구겐하임이 설립했다.

## 같이 보기
- 구겐하임가
- 구겐하임 미술관